# Fighting (film, 2009)
Pour les articles homonymes, voir Fight.
Pour plus de détails, voir Fiche technique et Distribution.
Fighting ou Combats de rue au Québec est un film américain réalisé par Dito Montiel en 2009 et sorti le 24 juin 2009.

## Synopsis
Shawn MacArthur débarque de sa petite bourgade natale à New York sans un sou en poche. Survivant avec peine de la vente à la sauvette, sa chance va tourner quand le peu recommandable Harvey Boarden lui découvre un talent naturel pour le streetfighting. Harvey se propose d'aider Shawn à subvenir grassement à ses besoins et ils forment à eux deux une alliance incertaine.
Harvey, devenu le manager de Shawn, l'initie au monde clandestin du combat à mains nues où de lourds paris s'opèrent sur les adversaires comme s'il s'agissait de simples pions. Shawn devient presque instantanément une star, défiant boxeurs professionnels, champions d'arts martiaux et aux combattants de l'ultime au cours de matchs terriblement violents. Mais pour sortir de cet univers corrompu, Shawn va devoir remporter son plus dur combat.

## Fiche technique
- Titre : Fighting
- Réalisation : Dito Montiel
- Scénario : Robert Munic et Dito Montiel
- Musique : Jonathan Elias et David Wittman
- Photographie : Stefan Czapsky
- Montage : Saar Klein et Jake Pushinsky
- Production : Kevin Misher
- Société de production : Rogue Pictures (en), Misher Films, 5150 Action, Relativity Media, Scion Films et Twins Financing
- Société de distribution : Universal Pictures International (France) et Rogue Pictures (en) (États-Unis)
- Pays :  États-Unis
- Genre : Action, drame
- Durée : 105 minutes
- Dates de sortie : 
  -  États-Unis : 24 avril 2009
  -  France : 24 juin 2009

## Distribution
- Channing Tatum (VF : Donald Reignoux ; VQ : Frédérik Zacharek) : Shawn MacArthur
- Terrence Howard (VF : David Krüger ; VQ : Gilbert Lachance) : Harvey Boarden
- Zulay Henao (VF : Cécile d'Orlando ; VQ : Catherine Proulx-Lemay) : Zulay Valez
- Michael Rivera (VF : Nathanel Alimi ; VQ : Nicholas Savard L'Herbier) : Ajax
- Flaco Navaja (VF : Alexandre Nguyen ; VQ : Xavier Morin-Lefort) : Ray Ray
- Peter Tambakis (VQ : Gabriel Lessard) : Z
- Luis Guzmán (VF : Philippe Bozo ; VQ : Manuel Tadros) : Martinez
- Anthony DeSando (VQ : Jean-François Beaupré) : Christopher Anthony
- Roger Guenveur Smith (VF : Lionel Tua ; VQ : Frédéric Paquet) : Jack Dancing
- Brian J. White (VQ : Frédéric Pierre) : Evan Hailey
- Ivan Martin : Jerry Stockbroker
- Danny Mastrogiorgio (VF : Yann Guillemot) : Jim, le Trader
- Altagracia Guzman (VF : Leonor Galindo) : Alba Guzmán
- Gabrielle Pelucco : Lila
- Dante Nero : Kimo
- Doug Yasuda : Jun Seoul
- Cung Le : Dragon Le
- Michael Early : M. Wilson
- Louis Vanaria : Charles
- Manuel Molina : Mannie / Giovanni
- Jim Coope : Roommate Sal
- Melody Herman : Fine Claudette
- Angelic Zambrana : la fille de Kimo

Source et légende : Version française (VF) sur Doublagissimo